# SD Ponferradina
Die Sociedad Deportiva Ponferradina ist ein spanischer Fußballverein aus der Stadt Ponferrada, León. Der 1922 gegründete Klub spielt derzeit in der drittklassigen Primera Federación.

## Geschichte
SD Ponferradina wurde im Jahre 1922 vom ersten Präsidenten des Clubs Eustaquio López Boto gegründet. Zusammen mit Cultural Leonesa ist Ponferradina die am höchsten spielende Mannschaft aus der Region Kastilien und León. Ponferradina spielt 2021/22 in der Segunda División, der zweithöchsten spanischen Fußballliga.
In seiner mehr als 80 Jahre andauernden Tradition nahm der Verein das erste Mal 2006/07 am Spielbetrieb der zweiten Spielklasse teil. Doch in Spaniens zweithöchster Liga konnte sich die Mannschaft nicht halten, weshalb sie als Drittletzter den Gang zurück in die 2B antreten musste. Hier erreichte man den ersten Platz in der Saison 2007/08, scheiterte jedoch in der Aufstiegsrunde zur Segunda División am FC Alicante. Zwei Jahre später glückte die Rückkehr in die zweite Liga, nachdem das Team die Saison 2009/10 als Zweiter der Segunda División B, Gruppe 1 abschloss und in den anschließenden Play-offs UE Sant Andreu nach Elfmeterschießen ausschaltete. Das Finale um die Drittligameisterschaft gegen den FC Granada verlor man zwar mit 0:1, dennoch war das Team als Vizemeister aufgestiegen. In den Spielzeiten 2010/11, 2012/13 2013/14, 2014/15 und 2015/16 war man erneut und wiederum seit 2019/20 zweitklassig.

## Stadion
Ponferradina spielt im Estadio El Toralín, welches eine Kapazität von 8.300 Zuschauern hat. Das Stadion wurde am 5. September 2000 gegen Celta Vigo eröffnet.
Dieses Stadion ersetzt den alten Platz, auf dem Ponferradina von 1975 bis 2000 immerhin ein Vierteljahrhundert spielte.

## Statistik
- Spielzeiten Liga 1: –
- Spielzeiten Liga 2: 7
- Spielzeiten Liga 2B: 21 (2× Meister)
- Spielzeiten Liga 3: 46 (3× Meister)
- Beste Ligaplatzierung: 7. (Segunda División: 2012/13 und 2014/15)

Stand: Saisonende 2018/19

## Erfolge
- Aufstieg in die Segunda División: 2005/06, 2009/10, 2011/12, 2018/19
- Meister Segunda División B (2×): 2004/2005, 2007/08
- Meister Tercera División (3×): 1957/58, 1965/66, 1986/87